# Del City
Del City ist eine US-amerikanische Stadt im Oklahoma County im Bundesstaat Oklahoma. Das U.S. Census Bureau hat bei der Volkszählung 2020 eine Einwohnerzahl von 21.822 ermittelt. Seit 1948 wird sie selbstverwaltet.
Ein großer Teil der Stadt wurde am 3. Mai 1999 durch den Oklahoma Tornado Outbreak zerstört.

## Geschichte
Del City wurde als Schlafstadt in Boone im Oklahoma County gegründet und liegt fünf Kilometer östlich von Oklahoma City und ca. anderthalb Kilometer westlich von Midwest City. Im großen Oklahoma Land Run 1889 ließen sich Jordan Pybas und seine Frau im heutigen Del City nieder. Heute, fünf Generationen später, leben die Nachfahren noch in dem Haus, das 1907 fertiggestellt wurde. 1946 lebten nur zwei Familien im Gebiet des späteren Del City. 1946 erwarb der Entwickler George Epperly ein 0,65 km² großes Weizenfeld an der Ecke der heutigen SE 29th Street und der Sunnylane Road mit der Absicht, 50 Häuser zu bauen. 1948 gab es in Del City 582 Häuser, von denen 75 % von Epperly gebaut wurden.
Trotz einigem Widerstand stimmten die 200 Familien in den Epperly Heights für eine Selbstverwaltung (engl. incorporation) der Stadt, was am 9. Oktober 1948 umgesetzt wurde. Im Februar 1959 wählten die Einwohner eine Charta für die Stadt und ein council management als Form der Stadtvertretung. Die Stadt wurde benannt nach Epperlys Tochter, Delaphene Campbell.
Del City wuchs vor allem durch die Annexion von Carter Park 1954 und Midway 1963 stark an. Die Stadt strebte darüber hinaus an, auch die Rose Smith Addition einzugemeinden, die Stadt wurde aber selbst unabhängig und wurde zu Smith Village. Des Weiteren erwarb Del City ein Stück unbebautes Land, das an die Tinker Air Force Base grenzt. Oklahoma City wollte dasselbe Stück Land annektieren, was zu einem Gerichtsstreit zwischen beiden Städten führte, der von Del City am Bezirksgericht gewonnen wurde. Oklahoma City akzeptierte das Urteil nicht und zog vor den Staatsgerichtshof. Dort bekam Del City eine Fläche von 20 acres (81.000 m²) nahe der Tinker Air Force Base zugesprochen. 1964, als die Stadt ihre größte Ausdehnung erreicht hatte, unterzeichnete sie nach Midwest City und Norman das Little River Reservoir Project, aus dem der Lake Thunderbird hervorging, der die Städte mit Wasser versorgt.

## Lage und Klima
Del City hat eine Gesamtfläche von 19 km², von der knapp 100 % Land ist. Die Stadt liegt im Frontier Country im Zentrum von Oklahoma. Weiterhin liegt sie in der Sandhills region, bekannt für bis zu 120 Meter hohe Sandhügel und die vielen Eichen.
Die Stadt liegt in einer Region, die vor allem von den Cross Timbers, einer offenen Waldlandschaft in der östlichen Ausdehnung der Great Plains, dominiert wird. Das Gebiet ist im Wesentlichen ein Puffer zwischen dem feuchteren und bewaldeten Ost-Oklahoma und den semiariden Hochebenen West-Oklahomas, woraus hohe Differenzen zwischen trockenen und feuchten Wetterbedingungen resultieren. Das Klima wird bestimmt durch hohe Schwankungen des Regenfalls innerhalb des Jahres. Aufgrund dieser hohen klimatischen Unterschiede liegt Del City im Herzen der Tornado Alley, einem Gebiet, in dem mit am meisten Tornados der Vereinigten Staaten vorkommen.
Der Eagle Lake im Norden Del Citys ist die einzige größere Wasseransammlung der Stadt. Im See befinden sich Welse, Sonnenbarsche und Karpfen.
|                       | Jan | Feb | Mär | Apr | Mai | Jun | Jul | Aug | Sep | Okt | Nov | Dez |   |      |
| Mittl. Tagesmax. (°C) | 8   | 11  | 15  | 21  | 25  | 30  | 33  | 33  | 28  | 23  | 15  | 10  | ⌀ | 21   |
| Mittl. Tagesmin. (°C) | −2  | 0   | 3   | 10  | 15  | 20  | 22  | 21  | 17  | 11  | 4   | 0   | ⌀ | 10,1 |
|                       |     |     |     |     |     |     |     |     |     |     |     |     |   |      |
| Niederschlag (mm)     | 23  | 33  | 48  | 79  | 145 | 94  | 81  | 61  | 97  | 64  | 41  | 36  | Σ | 802  |

| −2 |

| 0 |

| 3 |

| 10 |

| 15 |

| 20 |

| 22 |

| 21 |

| 17 |

| 11 |

| 4 |

| 0 |

| −2 |

| 0 |

| 3 |

| 10 |

| 15 |

| 20 |

| 22 |

| 21 |

| 17 |

| 11 |

| 4 |

| 0 |

| N i e d e r s c h l a g | 23  | 33  | 48  | 79  | 145 | 94  | 81  | 61  | 97  | 64  | 41  | 36  |
|                         | Jan | Feb | Mär | Apr | Mai | Jun | Jul | Aug | Sep | Okt | Nov | Dez |

## Bevölkerung
Im Zensus 2010 wurden 21.322 Einwohner, 8.669 Haushalte und 5.538 Familien in Del City gezählt. 52,9 % waren weiblich, 14,7 % über 64 und das Durchschnittsalter lag bei 35,1 Jahren. Die Bevölkerungsdichte lag bei 1093,4/km².
|             | 1950  | 1960     | 1970     | 1980   | 1990    | 2000   | 2010   | 2020   |
| ----------- | ----- | -------- | -------- | ------ | ------- | ------ | ------ | ------ |
| Bevölkerung | 2.504 | 12.934   | 27.133   | 28.523 | 23.928  | 22.128 | 21.322 | 21.822 |
| Veränderung | -     | +416,5 % | +109,8 % | +5,1 % | −16,1 % | −7,5 % | −3,6 % | +2,3 % |

## Medien
Del City hat vier Zeitungen: Die Del City Leader, die Del City Sun, die Del City Times, und die Del City News. Außerdem gibt es einen eigenen Government-access-Fernsehsender (KDEL).